# Europejska Unia Nadawców
Europejska Unia Nadawców (ang. European Broadcasting Union (EBU); fr. Union européenne de radio-télévision (UER)), nazywana także Eurowizją, powstała w 1950 roku jako organizacja skupiająca publiczne (niekomercyjne) stacje radiowe i telewizyjne Europy Zachodniej w celu wymiany realizowanych programów i wspólnej produkcji audycji dla widzów w wielu krajach. Kilka lat wcześniej w socjalistycznej Europie Wschodniej powstała konkurencyjna instytucja – Międzynarodowa Organizacja Radia i Telewizji (Interwizja). Polskie Radio i Telewizja należały do Interwizji. W latach 1977–1980 Festiwal w Sopocie miał nawet formułę „Festiwalu Interwizji”, konkurencyjnego dla Konkursu Piosenki Eurowizji.
Dzięki współpracy EBU z Interwizją polscy widzowie mogli oglądać retransmisje Konkursu Piosenki Eurowizji, chociaż Polska nie mogła wystawić w nim swojego reprezentanta. Jedynym krajem socjalistycznym należącym do Eurowizji była Jugosławia, która brała udział w Konkursie od 1961 roku.
1 stycznia 1993 roku Interwizja została rozwiązana, a publiczne stacje krajów postkomunistycznych zostały przyjęte do EBU. Od roku 1994 większość z nich bierze udział w Konkursie Piosenki Eurowizji.
Do EBU należą obecnie rozgłośnie radiowe i telewizyjne z 56 krajów Europy, północnej Afryki i Bliskiego Wschodu. Należą do nich również niezależni nadawcy komercyjni z Wielkiej Brytanii, Niemiec, Hiszpanii i Francji. W Polsce jedynie Telewizja Polska oraz Polskie Radio należą do EBU.
Europejska Unia Nadawców używa terminu Eurovision (pol. Eurowizja) do firmowania organizowanych przez nią imprez medialnych (konkursów, przeglądów, wymian programowych). Stąd też słowo Eurowizja jest zazwyczaj utożsamiane z tą właśnie instytucją.

## Konkursy i festiwale organizowane przez EBU
- Konkurs Piosenki Eurowizji (ang. Eurovision Song Contest)
- Konkurs Piosenki Eurowizji Junior (ang. Junior Eurovision Song Contest)
- Konkurs Eurowizji dla Młodych Muzyków (ang. Eurovision Young Musicians)
- Konkurs Eurowizji dla Młodych Tancerzy (ang. Eurovision Young Dancers)
- Konkurs Tańca Eurowizji (ang. Eurovision Dance Contest)
- Chór Roku Eurowizji (ang. Eurovision Choir of the Year)
- Festiwal Muzyki Folkowej Euroradia (ang. Euroradio Folk Festival)

## Członkowie Europejskiej Unii Nadawców

Kraje członkowskie EBU pokolorowane w kolejności akcesji od 1950 roku

### Członkowie zwyczajni
| Kraj                 | Logo                  | Stacja | Skrót         | Rok             |
| A                    | A                     | A | A             | A               |
| -------------------- | --------------------- | --- | ------------- | --------------- |
| Albania              |                       | Radio Televizioni Shqiptar | RTSH          | 1999            |
| Algieria             |                       | Entreprise nationale de Radiodiffusion sonore | ENRS          | 1970            |
| Algieria             |                       | Établissement public de télévision Algérienne | ENTV          | 1970            |
| Algieria             |                       | Télédiffusion d’Algérie | TDA           | 1970            |
| Andora               |                       | Ràdio i Televisió d’Andorra | RTVA          | 2002–2011, 2012 |
| Armenia              |                       | Հայաստանի Հանրային Ռադիո Hajastani Hanrajin Radio | ARMR          | 2005            |
| Armenia              |                       | Հայաստանի հանրային հեռուստաընկերություն Hajastani Hanrajin herrustajnkerutioun | ARMTV AMPTV   | 2005            |
| Austria              |                       | Österreichischer Rundfunk | ORF           | 1953            |
| Azerbejdżan          |                       | İctimai Televiziya və Radio Yayımları Şirkəti | İTV           | 2007            |
| B                    |                       | |               |                 |
| Belgia               |                       | Vlaamse Radio- en Televisieomroeporganisatie | VRT           | 1950            |
| Belgia               |                       | Radio-Télévision Belge de la Communauté Française | RTBF          | 1950            |
| Bośnia i Hercegowina |                       | Bosanskohercegovačka radiotelevizija | BHRT          | 1993            |
| Bułgaria             |                       | Българско национално радио Byłgarsko nacionałno radio | BNR           | 1993            |
| Bułgaria             |                       | Българска национална телевизия Byłgarska nacionałna telewizija | BNT           | 1993            |
| C                    |                       | |               |                 |
| Chorwacja            |                       | Hrvatska radiotelevizija | HRT           | 1993            |
| Cypr                 |                       | Ραδιοφωνικό Ίδρυμα Κύπρου Kıbrıs Radyo Yayın Kurumu Cyprus Broadcasting Corporation | CyBC PIK RKYK | 1968            |
| Czarnogóra           |                       | Radiotelevizija Crne Gore | RTCG          | 2006            |
| Czechy               |                       | Český rozhlas | ČR            | 1993            |
| Czechy               |                       | Česká televize | ČT            | 1993            |
| D                    |                       | |               |                 |
| Dania                |                       | DR | DR            | 1950            |
| Dania                |                       | TV2 Danmark | DK/TV2        | 1996            |
| E                    |                       | |               |                 |
| Egipt                |                       | National Media Authority | NTU           | 1950–1958, 1984 |
| Estonia              |                       | Eesti Rahvusringhääling | ERR           | 1993            |
| F                    |                       | |               |                 |
| Finlandia            |                       | Yleisradio | YLE           | 1950            |
| Finlandia            |                       | Mainostelevisio 3 | MTV3          | 1957            |
| Francja              |                       | France Télévisions (France 2, France 3, France 4, France 5) | FTV           | 1950            |
| Francja              |                       | Radio France | RF            | 1950            |
| Francja              |                       | France Médias Monde (Radio France Internationale, France 24) | RFI, F24      | 1950            |
| Francja              |                       | Canal+ | C+            | 1950            |
| Francja              |                       | Europe 1 | E1            | 1987            |
| Francja/ Niemcy      |                       | Arte | ARTE          | 2024            |
| G                    |                       | |               |                 |
| Grecja               |                       | Ελληνική Ραδιοφωνία Τηλεόραση Ellinikí Radiofonía Tileórasi | ERT           | 1950–2013, 2015 |
| Gruzja               |                       | საქართველოს საზოგადოებრივი მაუწყებელი Sakartwelos Sazogadoebriwi Mauckebeli | GPB/SSM       | 2005            |
| H                    |                       | |               |                 |
| Hiszpania            |                       | Radio Nacional de España | RNE           | 1955            |
| Hiszpania            |                       | Cadena Sociedad Española de Radiodifusión | SER           | 1982            |
| Hiszpania            |                       | Televisión Española | TVE           | 1995            |
| Hiszpania            |                       | Radiotelevisión Española | RTVE          | 1995            |
| Hiszpania            |                       | Cadena de Ondas Populares de España | COPE          | 1998            |
| Holandia             |                       | Nederlandse Publieke Omroep: - AVROTROS - BNNVARA - Evangelische Omroep (EO) - Humanistische Omroep (HUMAN) - KRO-NCRV - MAX - Nederlandse Omroep Stichting (NOS) - NTR - PowNed - VPRO - WNL | NPO           | 1950            |
| I                    |                       | |               |                 |
| Irlandia             |                       | Raidió Teilifís Éireann | RTÉ           | 1950            |
| Irlandia             |                       | TG4 | TG4           | 2007            |
| Islandia             |                       | Ríkisútvarpið | RÚV           | 1956            |
| Izrael               |                       | תאגיד השידור הישראלי Israeli Public Broadcasting Corporation | IPBC KAN      | 2017            |
| J                    |                       | |               |                 |
| Jordania             |                       | مؤسسة الإذاعة والتلفزيون الأردني Jordan Radio and Television Corporation | JRTV          | 1969            |
| L                    |                       | |               |                 |
| Liban                |                       | Télé Liban | TL            | 1950            |
| Libia                |                       | Libyan Jamahiriya Broadcasting | LJB           | 1974            |
| Litwa                |                       | Lietuvos nacionalinis radijas ir televizija | LRT           | 1993            |
| Luksemburg           |                       | Compagnie Luxembourgeoise de Télédiffusion Multi Media | CLT           | 1950            |
| Luksemburg           |                       | RTL Télé Lëtzebuerg | RTL           | 1950            |
| Luksemburg           |                       | Établissement de Radiodiffusion Socioculturelle du Grand-Duché de Luxembourg | ERSL          | 1996            |
| Ł                    |                       | |               |                 |
| Łotwa                |                       | Latvijas Televīzija | LTV           | 1993            |
| Łotwa                |                       | Latvijas Radio | LR            | 1993            |
| M                    |                       | |               |                 |
| Macedonia Północna   |                       | Македонска Радио Телевизиjа Makedonska Radio Televizija | MRT MKRTV     | 1993            |
| Malta                |                       | Public Broadcasting Services | PBS           | 1970            |
| Mołdawia             |                       | TeleRadio-Moldova | TRM           | 1993            |
| Monako               |                       | Radio Monte-Carlo | RMC           | 1950            |
| Monako               |                       | Télé Monte Carlo | TMC           | 1995            |
| Monako               |                       | Monaco Média Diffusion | MCR           |                 |
| Maroko               |                       | Société nationale de radiodiffusion et de télévision | SNRT          | 1950–1961, 1968 |
| N                    |                       | |               |                 |
| Niemcy               |                       | Arbeitsgemeinschaft der öffentlich-rechtlichen Rundfunkanstalten der Bundesrepublik Deutschland: - Bayerischer Rundfunk (BR) - Hessischer Rundfunk (HR) - Mitteldeutscher Rundfunk (MR) - Norddeutscher Rundfunk (NDR) - Radio Bremen (RB) - Rundfunk Berlin-Brandenburg (RBB) - Saarländischer Rundfunk (SR) - Südwestrundfunk (SWR) - Westdeutscher Rundfunk (WDR) - Deutsche Welle (DW) - Deutschlandradio | ARD           | 1952            |
| Niemcy               |                       | Zweites Deutsches Fernsehen | ZDF           | 1963            |
| Norwegia             |                       | Norsk Rikskringkasting | NRK           | 1950            |
| Norwegia             |                       | TV2 | TV2           | 1992            |
| P                    |                       | |               |                 |
| Polska               |                       | Telewizja Polska | TVP           | 1993            |
| Polska               |                       | Polskie Radio | PR            | 1993            |
| Portugalia           |                       | Rádio e Televisão de Portugal | RTP           | 1950            |
| R                    |                       | |               |                 |
| Rumunia              |                       | Societatea Română de Radiodifuziune | ROR           | 1993            |
| Rumunia              |                       | Societatea Româna de Televiziune | TVR           | 1993            |
| S                    |                       | |               |                 |
| San Marino           |                       | Radiotelevisione della Repubblica di San Marino | SMRTV         | 1995            |
| Serbia               |                       | Radio-Televizija Srbije | RTS           | 2006            |
| Słowacja             |                       | Słowacka Telewizja i Radio | STVR          | 2024            |
| Słowenia             |                       | Radiotelevizija Slovenija | RTVSLO        | 1993            |
| Stolica Apostolska   |                       | Radio Vaticana | RV            | 1950            |
| Szwajcaria           |                       | SRG SSR: - Schweizer Radio und Fernsehen (SRF; niemiecki) - Radio Télévision Suisse (RTS; francuski) - Radiotelevisione svizzera (RSI; włoski) - Radiotelevisiun Svizra Rumantscha (RTR; retoromański) | SRG SSR       | 1950            |
| Szwecja              |                       | Sveriges Radio | SR            | 1950            |
| Szwecja              |                       | Sveriges Television | SVT           | 1950            |
| Szwecja              |                       | Sveriges Utbildningsradio | UR            | 1950            |
| Szwecja              |                       | TV4 | TV4           | 2004            |
| T                    |                       | |               |                 |
| Tunezja              |                       | Radio Tunisienne | RTTT          | 1950            |
| Tunezja              | Télévision Tunisienne | | RTTT          | 1950            |
| Turcja               |                       | Türkiye Radyo Televizyon Kurumu | TRT           | 1950            |
| U                    |                       | |               |                 |
| Ukraina              |                       | Suspilne | Suspilne      | 1993            |
| W                    |                       | |               |                 |
| Wielka Brytania      |                       | British Broadcasting Corporation | BBC           | 1950            |
| Wielka Brytania      |                       | United Kingdom Independent Broadcasting: - ITV plc - Channel 4 - Sianel Pedwar Cymru (S4C) | UKIB          | 1959            |
| Węgry                |                       | Médiaszolgáltatás-támogató és Vagyonkezelő Alap: - Duna Médiaszolgáltató | MTVA          | 2015            |
| Włochy               |                       | Rai – Radiotelevisione italiana | Rai           | 1950            |

### Kraje i stacje kandydujące
| Kraj          | Stacja                                        | Skrót |
| ------------- | --------------------------------------------- | ----- |
| Katar         | Qatar Radio                                   | QR    |
| Kazachstan    | Qazaqstan Radio and Television Corporation    | KRTC  |
| Kosowo        | Radio Televizioni i Kosovës                   | RTK   |
| Liechtenstein | 1 Fürstentum Liechtenstein Television         | 1FLTV |
| Maroko        | 2 Morocco Television (La deuxième Télévision) | 2M TV |
| Palestyna     | Palestinian Broadcasting Corporation          | PBC   |

### Dawni członkowie zwyczajni

#### Kraje nieistniejące
| Kraj                | Stacja                               | Skrót | Lata uczestnictwa |
| ------------------- | ------------------------------------ | ----- | ----------------- |
| Czechosłowacja      | Telewizja Czechosłowacka             | ČST   | 1991–1992         |
| Jugosławia          | Jugoslovenska radio-televizija       | JRT   | 1950–1992         |
| Serbia i Czarnogóra | Udruženje javnih radija i televizija | UJRT  | 2002–2006         |

#### Stacje radiowo-telewizyjne nieistniejące
| Kraj            | Stacja                                                                                          | Skrót | Lata uczestnictwa |
| --------------- | ----------------------------------------------------------------------------------------------- | ----- | ----------------- |
| Monako · Włochy | Telemontecarlo                                                                                  | TMC   | 1984–2001         |
| Hiszpania       | Antena 3 de Radio                                                                               | A3R   | 1988–1993         |
| Izrael          | Israel Broadcasting Authority                                                                   | IBA   | 1957–2017         |
| Słowacja        | Slovenská televízia                                                                             | STV   | 1993–2010         |
| Słowacja        | Slovenský rozhlas                                                                               | SR    | 1993–2010         |
| Słowacja        | Rozhlas a televízia Slovenska                                                                   | RTVS  | 2011–2024         |
| Grecja          | Νέα Ελληνική Ραδιοφωνία, Ίντερνετ και Τηλεόραση Néa Ellīnikí Radiofonía, Ínternet kai Tīleórasī | NERIT | 2014–2015         |
| Węgry           | Magyar Rádió                                                                                    | MR    | 1993–2015         |
| Węgry           | Magyar Televízió                                                                                | MTV   | 1993–2015         |

#### Członkowie wykluczeni
| Kraj     | Stacja                                                  | Skrót | Lata uczestnictwa |
| -------- | ------------------------------------------------------- | --- | ----------------- |
| Białoruś | Biełteleradyjokampanija                                 | BTRC | 1993–2021         |
| Białoruś | Biełteleradyjokampanija                                 | Nadawca wykluczony 1 lipca 2021 z powodu tłumienia wolnych mediów na Białorusi przez białoruski rząd z prezydentem Alaksandrem Łukaszenką na czele. |                   |
| Rosja    | Wszechrosyjska Państwowa Kompania Telewizyjna i Radiowa | WGTRK | 1993–2022         |
| Rosja    | Wszechrosyjska Państwowa Kompania Telewizyjna i Radiowa | Nadawca wykluczony 24 lutego 2022 z powodu inwazji na Ukrainę.                                                                                      |                   |

### Członkowie stowarzyszeni

Kraje, z których nadawcy są członkami stowarzyszonymi Europejskiej unii Nadawców.

Każda grupa lub organizacja z kraju członkowskiego Międzynarodowego Związku Telekomunikacyjnego (ITU), która świadczy usługi radiowe lub telewizyjne poza Europejskim Obszarem Nadawców, może złożyć wniosek o członkostwo stowarzyszone w EBU.
Żaden kraj, któremu przyznano status członka stowarzyszonego, nie obejmuje żadnego dostępu do konkursów Eurowizji (z wyjątkiem Australii, która uczestniczy w Konkursie Piosenki Eurowizji od 2015 i uczestniczyła w Konkursie Piosenki Eurowizji Junior, w latach 2015-2019, Kanady, która uczestniczyła w Konkursie Eurowizji dla Młodych Tancerzy w latach 1987–1989 oraz Kazachstanu, który brał udział w Konkursie Piosenki Eurowizji Junior w latach 2018-2022).
| Kraj              | Stacja                                          | Skrót   |
| ----------------- | ----------------------------------------------- | ------- |
| Australia         | Australian Broadcasting Corporation             | ABC     |
| Australia         | FreeTV Australia                                | Free    |
| Australia         | Special Broadcasting Service                    | SBS     |
| Bangladesz        | National Broadcasting Authority of Bangladesh   | NBAB    |
| Brazylia          | Rádio Cultura                                   | RC      |
| Chile             | Canal 13                                        | UCTV    |
| Chiny             | China Central Television                        | CCTV    |
| Chiny             | China National Radio                            | CNR     |
| Chiny             | Shanghai Media Group                            | SMG     |
| Grenlandia        | Kalaallit Nunaata Radioa                        | KNR     |
| Gruzja            | Teleimedi                                       | TEME    |
| Gruzja            | Rustawi 2                                       | RB      |
| Hongkong          | Radio Television Hong Kong                      | RTHK    |
| Indie             | All India Radio                                 | AIR     |
| Iran              | Islamic Republic of Iran Broadcasting           | IRIB    |
| Japonia           | Nippon Hōsō Kyōkai                              | NHK     |
| Japonia           | Tokyo Broadcasting System                       | TBS     |
| Japonia           | Tokyo FM                                        | TFM     |
| Kanada            | Canadian Broadcasting Corporation               | CBC/SRC |
| Kazachstan        | Khabar Agency                                   | KA      |
| Kazachstan        | Kanał 31                                        |         |
| Korea Południowa  | Korean Broadcasting System                      | KBS     |
| Kuba              | Instituto Cubano de Radio y Televisión          | ICRT    |
| Malezja           | Radio Televisyen Malaysia                       | RTM     |
| Mauritius         | Mauritius Broadcasting Corporation              | MBC     |
| Nowa Zelandia     | Radio New Zealand                               | RNZ     |
| Nowa Zelandia     | Television New Zealand                          | TVNZ    |
| Oman              | Public Authority for Radio and TV of Oman       | PART    |
| Południowa Afryka | South African Broadcasting Corporation          | SABC    |
| Stany Zjednoczone | National Broadcasting Company                   | NBC     |
| Stany Zjednoczone | American Broadcasting Company                   | ABC     |
| Stany Zjednoczone | Columbia Broadcasting System                    | CBS     |
| Stany Zjednoczone | American Public Media                           | APM     |
| Stany Zjednoczone | National Public Radio                           | NPR     |
| Stany Zjednoczone | WFMT Radio Network                              | WFMT    |
| Syria             | Organisme de la Radio-Télévision Arabe Syrienne | ORTAS   |

### Zatwierdzeni uczestnicy członkostwa
| Kraj                          | Stacja                                    | Skrót    |
| ----------------------------- | ----------------------------------------- | -------- |
| Unia Europejska               | Euronews                                  | Euronews |
| Belgia / Francja / Szwajcaria | TV5 Monde                                 | TV5      |
| Francja / Niemcy              | Arte                                      | Arte     |
| Macedonia Północna            | JP MRD (Macedonian Broadcasting)          | JPMRD    |
| Rosja                         | Russian TV and Radio Broadcasting Network | RTRN     |
| Hiszpania ( Katalonia)        | Catalunya Música                          | CAT      |
| Hiszpania ( Katalonia)        | Cellnex Telecom                           |          |